# Maribel y la extraña familia (pel·lícula)
Maribel y la extraña familia és una pel·lícula espanyola de 1960 dirigida per José María Forqué basant-se en l'obra de teatre del mateix títol de Miguel Mihura i protagonitzada per l'actriu mexicana Silvia Pinal, Adolfo Marsillach i Julia Caba Alba. Els decorats foren dissenyats per Enrique Alarcón.

## Sinopsi
Marcelino, un petit empresari xocolater de províncies, tímid i solter, es promet amb Maribel, a la que ha conegut a una barra americana. Quan la porta a casa seva per presentar-la a la seva tieta, la noia es veurà embolicada en els secrets i curiositats de la família del seu futur marit.

## Repartiment
- Silvia Pinal  - Maribel
- Adolfo Marsillach - Marcelino
- Julia Caba Alba - Tía Paula
- Guadalupe Muñoz Sampedro - Donya Matilde
- Trini Alonso - Rufi
- Carmen Lozano - Pili
- Gracita Morales  - Niní
- José Orjas  - Fermín
- Erasmo Pascual - Don José
- Dolores Bremón - Doña Rosita
- Antonio Queipo  - Doctor Roldán
- Pilar Muñoz  - Claudia
- Alicia Hermida  - Flora
- Pilar Gómez Ferrer - Petra
- Julia Pachelo - Pepa
- Enrique Echevarría  - Don Fernando
- Maritsenka Domowslaski
- María Sánchez Aroca - Donya Vicenta
- Esther Rambal - Noia taller
- Pepita Otero - Cambrera
- Encarna Paso  - Dona espectacular

## Premis
Medalles del Cercle d'Escriptors Cinematogràfics
| Any  | Categoria                | Pel·lícules     |
| ---- | ------------------------ | --------------- |
| 1960 | Millor actriu secundària | Julia Caba Alba |